# Asociación Nacional de Sordos de Italia
La Asociación Nacional de Sordos de Italia o ENS (Ente Nazionale di Sordi) es una asociación italiana a nivel nacional sin fines de lucro. Uno de los objetivos principales del ENS es de promover los Derechos Humanos de los sordos italianos trabajando cerca el gobierno italiano. El ENS es también miembro de la Federación Mundial de Sordos (WFD) y de la Union Europea de Sordos (EUD)

## Historia
El ENS fue fundada en Padua, Italy con el nombre de Ente Nazionale Sordomuti (ENS). El primer presidente del ENS era Antonio Magarotto,

## Presidentes
- Antonio Magarotto (1932-1950)
- Vittorio Jeralla[5] (1950-1982)
- Armando Giuranna[6] (1982-1995)
- Ida Collu[7] (1995-2011)
- Giuseppe Petrucci[8] (2011[9] -2015; 2015[10][11][12] -presente)